# São Domingos (Sergipe)
São Domingos é um município brasileiro do estado de Sergipe, localizado na Mesorregião do Agreste Sergipano.

## História
A cidade de São Domingos, a 76 quilômetros de Aracaju, nasceu às margens do Rio Vaza-Barris com a feira da Pindoba, em 1924. O interesse foi de um morador que decidiu investir na criação de uma vila porque a sede do município, na época Campo do Brito, ficava distante mais de dez quilômetros.
A primeira comunidade de São Domingos viveu na Fazenda Uberaba, divisa do município com Lagarto, onde foi criada por volta do século XVI a Congregação de São Domingos, quando religiosos foram para lá com o objetivo de catequizar os nativos.
Por causa das cheias - as chuvas eram constantes e as matas densas -, houve uma grande proliferação de doenças. O povo morria de febre, disenteria e amarelão, e toda a comunidade foi obrigada a voltar para São Cristóvão, então capital do Estado.
As casas ficaram abandonadas e, com o tempo, viraram ruínas que foram levadas para o fundo do Rio Vaza-Barris através das corredeiras. O local, denominado Tabuleiro de São Domingos, continuou abandonado. Com o início da criação de animais soltos, em sua maioria bovinos, surgiram as pastagens nativas e a região passou a ser novamente habitada.
Mas a partir do momento em que surgiu o interesse pela agricultura, os agricultores iniciaram constantes brigas porque os animais de uns comiam a plantação de outros. A solução encontrada para acabar com os conflitos foi fazer uma cerca que ia desde as terras de Chico Félix, no Rio Vaza-Barris, até a tapera da Serra, em Campo do Brito. De um lado criava-se animais, e do outro, cultivava-se a terra.
Em 1924, José Curvelo da Conceição, residente no Povoado Tapera (antes pertencente a Campo do Brito) teve a iniciativa de criar uma vila em sua comunidade. O objetivo era não ser preciso andar cerca de 12 quilômetros até a sede do município para adquirir qualquer tipo de mantimento. Por causa dessa ideia, ele até foi chamado de louco, no entanto conseguiu o apoio de algumas pessoas.
Confiante na sua ideia, ele se dirigiu até o intendente de Campo do Brito, Arnóbio Batista de Souza, que incentivou a criação da vila. O lugar escolhido foi o minador do Sapucaia, entre as comunidades de Tapera e Mulungu, que serviria às duas.
José Curvelo conseguiu como parceiro José Brasil (o José Brazílio), residente na estrada de Lagarto, hoje povoado Lagoa. Além de achar a ideia muito boa, ele se prontificou a ajudar a construir a nova vila. A partir daí, começaram a fazer campanha junto ao povo.
As duas primeiras casas da vila foram construídas por eles próprios na estrada de Simão Dias, no cruzamento das matas com Lagarto. Como ninguém teve interesse de construir mais casas até 1925, José Ribeiro Andrade chamou o jovem Juvêncio Mendonça de Brito, e os dois se juntaram a Curvelo e Basílio para dar início à feira, que foi batizada de ‘Pindoba’.
Formação Administrativa
Elevado à categoria de município com a denominação de São Domingos, pela lei estadual nº 1213, de 21-10-1963, desmembrado de Campo Brito. Sede no atual distrito de São Domingos. Constituído do distrito sede. Instalado em 21-02-1965.
Em divisão territorial datada de 31-XII-1963, o município é constituído do distrito sede. Assim permanecendo em divisão territorial datada de 2007.

## Economia
A base da economia do Município é a agricultura, que tem na mandioca a principal fonte de renda. O município hoje é um dos maiores produtores de farinha de mandioca do Estado, exportando para Aracaju, Lagarto, Itabaiana e até para o Estado de São Paulo. Segundo dados registrados no último censo agrícola do estado, São Domingos produziu 17.640 toneladas dessa cultura. Seguem esta, a laranja, o maracujá, a acerola , milho o feijão e o coco. Quanto aos rebanhos, destaca-se em primeiro lugar o bovino, seguido do suíno e do ovino; e uma considerável produção de frangos e galinhas.

## Festa do Padroeiro
A principal festa religiosa do município é a de São Domingos de Gusmão, realizada anualmente em 08 de agosto, com a celebração da missa solene em honra ao padroeiro e, em seguida, os fiéis católicos da cidade e dos municípios vizinhos, participam de uma aglomerada procissão pelas ruas da cidade até seu destino final, na praça da igreja matriz, onde ocorre a queima dos fogos em homenagem ao padroeiro.

## Geografia
Localiza-se a uma latitude -10.7920471, sul e a uma longitude -37.5688561 oeste, estando a uma altitude de 200 metros. Sua população estimada em 2004 era de 10 034 habitantes.
Possui uma área de 102,4 km².
Faz fronteira com três municípios: Macambira ao norte, Campo do Brito ao norte e a leste, e Lagarto  ao sul e a oeste, este através do rio Vaza Barris. Também é encontrada a Serra da Miaba à noroeste do município.
Hoje São Domingos conta com 11 povoados: Campanha, Cercado, Conselho, Lagoa, Mangabeira, Mulungu, Periperi, Saco, Serrinha, Sítio Areal e Tapera.
A Serra da Miaba
A Serra da Miaba é a terceira maior serra do Estado de Sergipe, faz parte do Domo de Itabaiana, um complexo de Serras residuais baixas do Pré-Cambriano. Sua maior porção encontra-se em território de São Domingos.  Localizada a 70 km da capital, com altitude de 630 metros.
Apesar de não possuir infra-estrutura adequada, se destaca como ponto de exploração turística pela sua vegetação florística, suas piscinas e quedas d água naturais. Ocorre no médio-baixo curso do rio Vaza-Barris, o clima dominante é sub-úmido seco a semi-árido.
O seu ponto mais alto é regionalmente conhecido como “Cruzeiro”, pela presença de três cruzes de madeira fincadas no terreno; outro ponto conhecido é o dito “Poço 17”, uma piscina natural com pequenas quedas dágua em solo rochoso e circundado pela vegetação local.
O nome dado a Serra da Miaba, de acordo com o povo mais antigo do local, se deu pelo fato de uma linda mulher, chamada Miaba, atrair os homens que passavam com sua beleza. Essa 'História' é passada de geração em geração.

## Estrutura urbana
Ponte do Rio-Vaza Barris

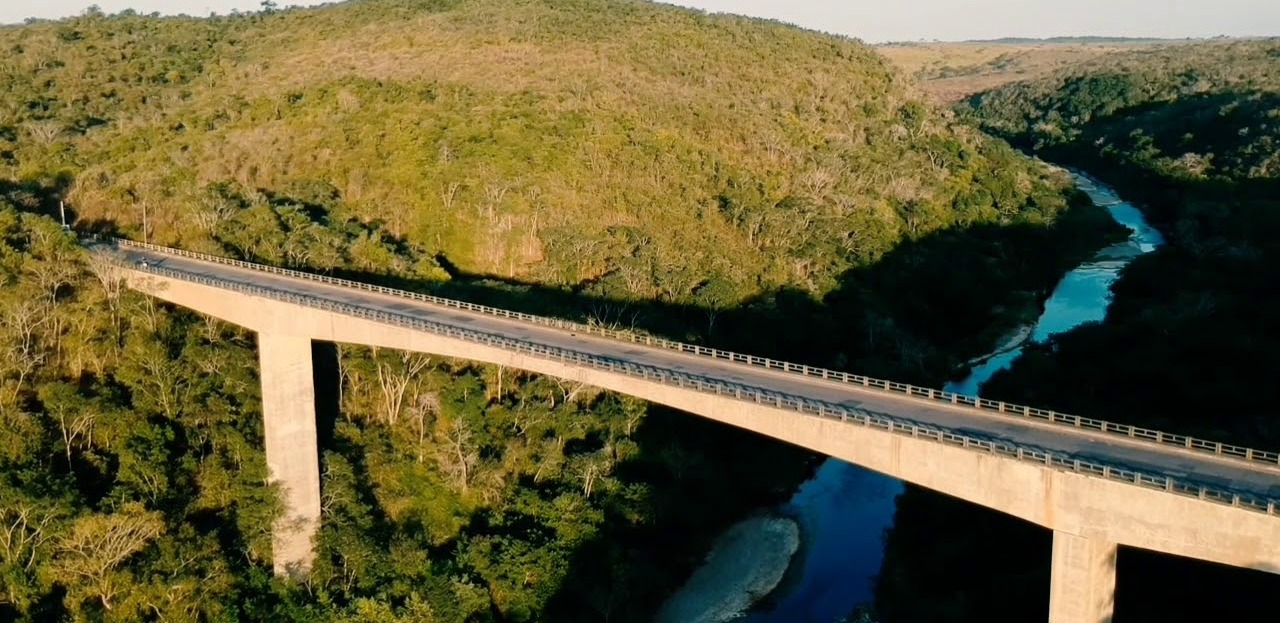
Ponte sobre o Rio Vaza Barris em São Domingos/SE

A ponte do Rio Vaza-Barris, é a mais alta ponte do Estado de Sergipe, com aproximadamente 75 metros de altura e 250 metros de extensão, liga os municípios de Lagarto e São Domingos, cidades localizadas nas regiões Centro-Sul e Agreste Sergipano, respectivamente. A obra foi construída durante o mandato do Ex-Governador de Sergipe, Paulo Barreto de Meneses, entre os anos de 1971 e 1975, proporcionando melhores condições de trafegabilidade na região.